# Stavropol
Stavropol (rusko Ста́врополь) je največje in glavno mesto Stavropolskega okraja v Rusiji. Leta 2021 je imelo mesto 547.820 prebivalcev in je bilo eno od najhitreje rastočih mest v Rusiji.
Med letoma 1935 in 1943 je bilo mesto znano kot Vorošilovsk v čast častnika in politika Klimenta Jefremoviča Vorošilova.
Ime izhaja iz grške besede Stauropolis (grško Σταυρούπολις, »mesto križa«). Po legendi so vojaki, ki so gradili trdnjavo na mestu današnjega mesta, našli kamnit križ.
Mesto je bilo ustanovljeno 22. oktobra 1777 po rusko-turški vojni (1768–1774) kot vojaško oporišče in je prejelo status mesta leta 1785. Pri ustanovitvi mesta je imel ključno vlogo knez Potjomkin, ki je sledil ukazu carice Katarine Velike o ustanovitvi desetih vojaških utrdb med Azovom in Mozdokom. V Stavropolu in Georgijevsku ter okolici so se naselili Donski kozaki z nalogo braniti meje imperija. Strateška lega Stavropola je pomagala Ruskemu imperiju pri osvajanju Kavkaza. V začetku 19. stoletja je mesto zraslo v prometno trgovsko središče severnega Kavkaza.
Gospodarstvo Stavropola se osredotoča na proizvodnjo avtomobilov, pohištva in gradbene opreme ter materiala. V kraju je 400 podjetij, najpomembnejša panoga pa je strojegradnja (podjetji »Krasni Metalist« in »Kamaz prikolice«, trenutno zaprti). V bližini mesta od leta 1946 črpajo zemeljski plin, ki teče po plinovodu v Moskvo.